# Gosei 2019
Il Gosei 2019 è stata la quarantaquattresima edizione del torneo goistico giapponese Gosei. 

## Svolgimento
- W indica vittoria col bianco
- B indica vittoria col nero
- X indica la sconfitta
- +R indica che la partita si è conclusa per abbandono
- +N indica lo scarto dei punti a fine partita
- +F indica la vittoria per forfeit
- +T indica la vittoria per timeout
- +? indica una vittoria con scarto sconosciuto
- V indica una vittoria in cui non si conosce scarto e colore del giocatore

### Fase preliminare
La fase preliminare serve a determinare chi accede al torneo per la selezione dello sfidante. Consiste in un torneo preliminare, i cui vincitori sono qualificati al torneo per la determinazione dello sfidante.

### Determinazione dello sfidante
|  | Primo turno      | Primo turno |  |  | Secondo turno    | Secondo turno |              |              | Terzo turno | Terzo turno |  |  | Semifinale | Semifinale |  |  | Finale | Finale |
|  |                  |             |  |  |                  |               |              |              |             |             |  |  |            |            |  |  |        |        |
|  |                  |             |  |  |                  |               |              |              |             |             |  |  |            |            |  |  |        |        |
|  |                  |             |  |  | Yūta Iyama       | B+R           |              |              |             |             |  |  |            |            |  |  |        |        |
|  | Satoru Kobayashi |             |  |  | Atsushi Ida      |               |              |              |             |             |  |  |            |            |  |  |        |        |
|  | Atsushi Ida      | W+R         |  |  |                  |               |              | Yūta Iyama   | W+5,5       |             |  |  |            |            |  |  |        |        |
|  | Hideyuki Sakai   | B+R         |  |  | Keigo Yamashita  |               |              |              |             |             |  |  |            |            |  |  |        |        |
|  | Rina Fujisawa    |             |  |  | Hideyuki Sakai   |               |              |              |             |             |  |  |            |            |  |  |        |        |
|  | Ryuhei Onishi    |             |  |  | Keigo Yamashita  | W+R           |              |              |             |             |  |  |            |            |  |  |        |        |
|  | Keigo Yamashita  | B+R         |  |  |                  |               |              | Yūta Iyama   |             |             |  |  |            |            |  |  |        |        |
|  | Yasuhiro Nakano  |             |  |  | Ryo Ichiriki     | B+R           |              |              |             |             |  |  |            |            |  |  |        |        |
|  | Ryo Ichiriki     | B+R         |  |  | Ryo Ichiriki     | B+1,5         |              |              |             |             |  |  |            |            |  |  |        |        |
|  | Nobuaki Anzai    | B+7,5       |  |  | Nobuaki Anzai    |               |              |              |             |             |  |  |            |            |  |  |        |        |
|  | Toramaru Shibano |             |  |  |                  |               | Ryo Ichiriki | W+R          |             |             |  |  |            |            |  |  |        |        |
|  | Tatsuya Shida    | B+1,5       |  |  | Taiki Seto       |               |              |              |             |             |  |  |            |            |  |  |        |        |
|  | Ryu Shikun       |             |  |  | Tatsuya Shida    |               |              |              |             |             |  |  |            |            |  |  |        |        |
|  |                  |             |  |  | Taiki Seto       | W+4,5         |              |              |             |             |  |  |            |            |  |  |        |        |
|  |                  |             |  |  |                  |               |              | Ryo Ichiriki |             |             |  |  |            |            |  |  |        |        |
|  |                  |             |  |  | Naoki Hane       | B+R           |              |              |             |             |  |  |            |            |  |  |        |        |
|  |                  |             |  |  | Shinji Takao     |               |              |              |             |             |  |  |            |            |  |  |        |        |
|  | Cho U            |             |  |  | Yu Zhengqi       | B+R           |              |              |             |             |  |  |            |            |  |  |        |        |
|  | Yu Zhengqi       | B+R         |  |  |                  |               | Yu Zhengqi   | W+3,5        |             |             |  |  |            |            |  |  |        |        |
|  | Naoyuki Nakane   |             |  |  | Daisuke Murakawa |               |              |              |             |             |  |  |            |            |  |  |        |        |
|  | Yuta Mutsura     | W+R         |  |  | Yuta Mutsura     |               |              |              |             |             |  |  |            |            |  |  |        |        |
|  | Rin Kono         |             |  |  | Daisuke Murakawa | B+R           |              |              |             |             |  |  |            |            |  |  |        |        |
|  | Daisuke Murakawa | B+R         |  |  |                  |               | Yu Zhengqi   |              |             |             |  |  |            |            |  |  |        |        |
|  | Kim Sujun        | B+R         |  |  | Naoki Hane       | W+R           |              |              |             |             |  |  |            |            |  |  |        |        |
|  | Tetsuya Kiyonari |             |  |  | Kim Sujun        |               |              |              |             |             |  |  |            |            |  |  |        |        |
|  | Akiyoshi Hon     |             |  |  | Naoki Hane       | B+R           |              |              |             |             |  |  |            |            |  |  |        |        |
|  | Naoki Hane       | B+R         |  |  |                  |               | Naoki Hane   | W+R          |             |             |  |  |            |            |  |  |        |        |
|  | Cho Chikun       |             |  |  | Ko Iso           |               |              |              |             |             |  |  |            |            |  |  |        |        |
|  | Ko Iso           | W+11,5      |  |  | Ko Iso           | W+R           |              |              |             |             |  |  |            |            |  |  |        |        |
|  |                  |             |  |  | Katsuya Motoki   |               |              |              |             |             |  |  |            |            |  |  |        |        |
|  |                  |             |  |  |                  |               |              |              |             |             |  |  |            |            |  |  |        |        |

### Finale
La finale è una sfida al meglio delle cinque partite, il detentore Kyo Kagen affronterà lo sfidante scelto tramite il processo di qualificazione.